# Laura Love
Laura Love (Lincoln, 1960 –) amerikai énekesnő, dalszerző, basszusgitáros. Dalait „afro-kelta” zeneként írják le. Laura Love-ra a bluegrass is hatott.

## Pályafutása
Love nehéz gyermekkort élt át, skizofréniás anyja nevelte, olykor pedig nevelőszülőknél nevelkedett. Apja, aki kevés szerepet játszott az életében, Preston Love dzsesszzenész volt, aki szaxofonon játszott Count Basie-nél, Lucky Millinderrel és Johnny Otis-szal. Az 1950-es években megalapította saját zenekarát. Love édesanyja, Wini, énekesnő volt Preston Love dzsesszzenekarában.
Love 16 évesen kezdte előadói karrierjét, a Nebraska Állami Büntetés-végrehajtási Intézet foglyainak énekelt. Aztán a washingtoni Seattle-be költözött, ahol az 1980-as években a Boom Boom G.I. rockegyüttes tagja volt. Tagja volt egy teljesen női zenekarnak, a Venus Envy-nek is.
Miután három albumot adott ki saját kiadójánál, az Octoroon Biography-nál, 1995-ben Putumayo World Music kiadott egy gyűjteményt dalaiból. 2003-as „Welcome to Pagan Place” című albumán szerepelt a vitatott „I Want You Gone” című dal, amely George W. Bushról szól.
2004-ben kiadott egy önéletrajzi könyvet „You Ain't Got No Easter Clothes” címmel, és egy azonos című kísérőalbumot is.

## Albumok
- Z Therapy (1990)
- Pangaea  (1992)
- Helvetica Bold (1994)
- The Laura Love Collection (1995)
- Jo Miller and Laura Love Sing Bluegrass and Old Time Music (1995)
- Octoroon (1997)
- Shum Ticky (1998)
- Fourteen Days (2000)
- Welcome to Pagan Place (2003)
- You Ain't Got No Easter Clothes (2004)
- NēGrass (2007)
- The Sweeter the Juice (2009)
- She Loved Red (2018)
- Uppity (2021)